# Tash Aw
Tash Aw (nom complet, Aw Ta-Shi, (chinois traditionnel : 歐大旭 ; pinyin : Ōu Dàxù) est un auteur malaisien écrivant en anglais.

## Biographie
Chinois de Malaisie, Tash Aw est né en 1971 ou 1973 à Taipei (Taïwan), de parents malaisiens. Sa famille retourna à Kuala Lumpur alors qu'il avait deux ans, et il eut une jeunesse où il parlait le malais, le mandarin, le cantonais et l'anglais.
Il partit ensuite à 18 ans étudier le droit au Jesus College de l'université de Cambridge et à l'université de Warwick. Il s'établit ensuite à Londres, où il eut différents emplois alors qu'il commençait la rédaction de son premier roman, complétée par des cours d'écriture créative à l'université d'East Anglia. 
Au début des années 2000, pour écrire, il prit l'habitude de résider à Hallencourt, le village d'origine d'Édouard Louis, avec qui il devint ami par la suite,. Tash Aw est maintenant un parfait francophone.
Il a aussi habité deux ans à Shanghai pour écrire Secrets d'un milliardaire cinq étoiles.

## Œuvre

### Romans
Son premier roman, The Harmony Silk Factory (en) (Le Tristement Célèbre Johnny Lim) fut publié en 2005. Sélectionné pour le prix Booker et le International IMPAC Dublin Literary Award, il reçut le prix Whitbread.
Son second roman, Map of the Invisible World (en) (La carte du monde invisible), a paru en 2009.
Son troisième roman, Five Star Billionaire (en) (Secrets d'un milliardaire cinq étoiles), fut sélectionné pour le prix Booker 2013.
Son texte  The Face: Strangers on a Pier fut sélectionné pour le Los Angeles Times Book Prize.
2019 a vu naître We, The Survivors.
Son roman The South parait en 2025.